# Distomo-Arachova-Antikyra
Distomo-Arachova-Antikyra (Grieks: Δίστομο-Αράχοβα-Αντίκυρα) is een Griekse fusiegemeente (dimos) in het voormalige departement Boeotië in de Griekse bestuurlijke regio (periferia) Centraal-Griekenland. De nieuwe bestuurlijke organisatie werd gevormd in 2011 toen de gemeenten Antikyra, Arachova en Distomo werden samengevoegd.
In de deelgemeente Distomo bevindt zich het Klooster van Osios Loukas, werelderfgoed.